# Dolichopus maculitarsis
Dolichopus maculitarsis är en tvåvingeart som beskrevs av Van Duzee 1925. Dolichopus maculitarsis ingår i släktet Dolichopus och familjen styltflugor. Inga underarter finns listade i Catalogue of Life.